# Wilhelm Engelbert Oeftering
Wilhelm Engelbert Oeftering (auch Engelbert Hegaur) (* 8. Februar 1879 in Engen; † 3. März 1940 in Karlsruhe) war ein deutscher Bibliothekar, Historiker und Literaturwissenschaftler.

## Leben
Wilhelm Engelbert Oeftering wurde am 8. Februar 1879 in dem Hegaustädtchen Engen als Sohn eines Oberrechnungsrats geboren. Nach dem frühen Tod der Mutter zog er mit seinem Vater in die Landeshauptstadt Karlsruhe. Das 1897 begonnene Studium der Philologie an den Universitäten Heidelberg, München und Freiburg schloss er 1901 mit dem Staatsexamen und der Promotion ab. In seiner Dissertation beschäftigte er sich mit Wordsworths und Byrons Naturdichtung.
1904 trat er als Volontär in den Dienst der Badischen Hof- und Landesbibliothek in Karlsruhe, die ihn 1912 zum Kustos, 1914 zum Bibliothekar und 1925 zum Oberbibliothekar ernannte. 1917 wurde ihm der Titel eines Professors verliehen. Bei Beginn des Ersten Weltkriegs kam er zum „1. Wehrkommando, Landsturm (ohne Waffe)“.
Gegen Ende des Ersten Weltkriegs wurde er Zeuge der Revolution und des Untergangs der badischen Monarchie. Die badische vorläufige Volksregierung beauftragte ihn mit einer Darstellung über den Umsturz 1918 in Baden. Das umfangreiche Buch erschien 1920 innerhalb der von ihm im Jahr zuvor gegründeten Reihe der Gelb-Roten-Bücher im Konstanzer Verlag Reuß & Itta.
1913 heiratete Oeftering in Pforzheim Erna Kieckbusch, mit der er drei Söhne und eine Tochter hatte. Er starb am 3. März 1940 in Karlsruhe und wurde dort am 5. März beigesetzt.

## Werk
Neben der Erledigung bibliothekarischen Alltagsarbeit widmete sich Oeftering der schriftstellerischen Tätigkeit, der alsbald sein Hauptaugenmerk galt. 1905 gab er die Werke des französischen Renaissance-Schriftstellers François Rabelais neu heraus, später folgte die Bearbeitung des Simplicissimus von Hans Jakob Christoffel von Grimmelshausen. Parallel schrieb er Heimatspiele und viele Beiträge für die Badische Heimat und weitere regionale Zeitschriften wie beispielsweise Ekkart, Mein Heimatland oder Die Pyramide. Da er auch Artikel für Tageszeitungen verfasste, war er zwischen 1910 und 1933 Mitglied des Vereins Karlsruher Presse. Einige seiner literarischen Schriften veröffentlichte er nicht unter seinem wahren Namen; da er aus Engen stammte, wählte er das Pseudonym Engelbert Hegaur.
Oefterings bevorzugtes Interesse galt zunehmend der südwestdeutschen Literatur. Nach vielfältigen Vorarbeiten wagte er sich an eine breit angelegte Literaturgeschichte. Zwischen 1930 und 1939 erschienen drei Bände, in denen er sich mit der Geschichte der Literatur in Baden vom Mittelalter bis zur Klassik (Band 1), mit den großen Dichtern des 18. und 19. Jahrhunderts Johann Peter Hebel und Joseph Victor von Scheffel (Band 2) und mit den folgenden Epochen bis in die Zeit der nationalsozialistischen Herrschaft (Band 3) befasste. Der dritte Band geriet zu einer tendenziösen Darstellung der jüngeren Literatur, was sich schon an der Auswahl der behandelten Autoren zeigte: Während Oeftering den völkisch-nationalistischen Autoren hohen literarischen Wert attestierte, blieben viele andere Autoren, die vor 1933 das literarische Leben mitbestimmt hatten, unberücksichtigt. Oefterings dreibändiges Werk Geschichte der Literatur in Baden ist bis heute nicht durch eine zeitgemäße wissenschaftliche Literaturgeschichte ersetzt worden.

## Veröffentlichungen
- Wordsworth's und Byron's Natur-Dichtung, Karlsruhe 1901
- Karlsruhe. Ein Führer durch die Haupt- und Residenzstadt und ihre Umgebung, Karlsruhe 1913
- Der Umsturz 1918 in Baden. Reuß & Itta, Konstanz 1920.
- Heimat und Handwerk. Ein zünftig Festspiel. Karlsruhe 1928.
- Badisches Schriftgut 1937/38 (In: Ekkhart-Jahrbuch  1939.)
- Geschichte der Literatur in Baden., Band 1–3 Müller, Karlsruhe 1930–1939